# Luise Rainer
Pour les articles homonymes, voir Rainer.
Luise Rainer, née le 12 janvier 1910 à Düsseldorf et morte le 30 décembre 2014 à Londres, est une actrice de cinéma allemande. Repérée par le studio américain Metro-Goldwyn-Mayer, elle tourne à Hollywood pendant seulement trois ans pendant lesquels elle est la première actrice à remporter deux Oscars et la première a en remporter deux consécutivement. Au moment de sa mort, treize jours avant son 105e anniversaire, elle est la récipiendaire d'un Oscar la plus âgée (et la survivante de l'âge d'or d'Hollywood la plus âgée), un record qui n'a toujours pas été dépassé aujourd'hui.
Elle commence sa carrière d'actrice en Allemagne à l'âge de 16 ans, sous la tutelle du metteur en scène autrichien Max Reinhardt. En quelques années, elle devient une éminente actrice de théâtre à Berlin au sein de la troupe viennoise de Reinhardt. Les critiques l'acclament pour la qualité de son jeu. Après des années sur les planches et dans des films en Autriche et en Allemagne, elle est découverte par les dénicheurs de talents de la Metro-Goldwyn-Mayer, qui lui offrent un contrat de trois ans à Hollywood en 1935. Un certain nombre de cinéastes prédisent alors qu'elle peut devenir une autre Greta Garbo, la principale star féminine de la MGM à l'époque.
Son premier film américain est La Femme au masque en 1935. L'année suivante, elle tient un second rôle dans la biographie musicale Le Grand Ziegfeld, où, malgré une apparition limitée, sa performance pleine d'émotion impressionne tellement le public qu'elle reçoit l'Oscar de la meilleure actrice. Elle est ensuite surnommée la « Larme viennoise » pour sa scène téléphonique dramatique dans le film. Pour son prochain rôle, le producteur Irving Thalberg est convaincu, malgré le désaccord du studio, qu'elle est également capable de jouer le rôle d'une pauvre et simple fermière chinoise dans Visages d'Orient (1937), basé sur un roman de Pearl Buck. Ce rôle sobre contraste tellement avec son précédent personnage vif qu'elle remporte de nouveau l'Oscar de la meilleure actrice. Rainer, Jodie Foster et Hilary Swank sont les seules actrices à avoir remporté deux Oscars avant l'âge de 30 ans.
Cependant, elle déclarera plus tard que rien de pire ne pouvait lui arriver que de remporter deux Oscars consécutifs, car les attentes du public étaient désormais trop élevées pour être satisfaites. Après une série de rôles insignifiants, la MGM et Rainer sont déçus, l'amenant à mettre fin à sa brève carrière cinématographique de trois ans et retournant vite en Europe. À son déclin rapide s'ajoutent les mauvais conseils de carrière de son mari de l'époque, le dramaturge Clifford Odets, ainsi que la mort inattendue à 37 ans de son producteur Irving Thalberg, qu'elle admire beaucoup. Certains historiens du cinéma la considèrent comme « le cas le plus extrême de victime d'un Oscar dans la mythologie hollywoodienne ».

## Biographie

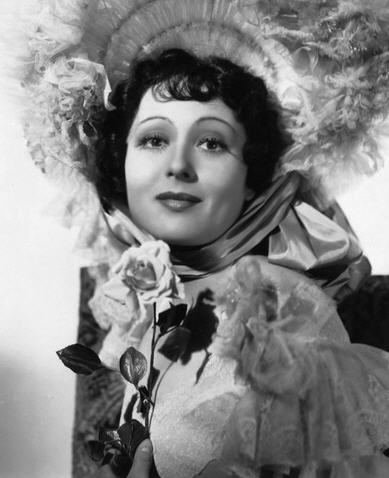
Dans Le Grand Ziegfeld (The Great Ziegfeld).

Élevée à Hambourg, elle commence à étudier le théâtre en Allemagne à l'âge de 16 ans avec le metteur en scène autrichien Max Reinhardt. Quelques années plus tard, elle est considérée au sein du théâtre viennois que Reinhardt dirige comme « une actrice de théâtre berlinoise caractéristique ». Ses interprétations soulèvent l'enthousiasme de la critique. En 1935, découverte par le biais de dénicheurs de talents de la MGM lors de ses passages sur diverses scènes en Autriche et en Allemagne, elle part pour Hollywood, un contrat de trois ans en poche. Nombre de cinéastes voient en elle la nouvelle Greta Garbo, la principale star féminine de la MGM d'alors.
Cette même année elle tourne son premier film, l'Escapade. En 1936, elle est choisie pour jouer dans Le Grand Ziegfeld. Bien que n'apparaissant que peu, elle séduit le public et remporte en 1937 l'Oscar de la meilleure actrice. C'est dans ce film qu'elle gagne le surnom de « larme viennoise » en tournant une scène au téléphone où s'exprime son grand talent d'actrice dramatique. Pour son film suivant, Visages d'Orient, inspiré du roman de Pearl Buck, le producteur Irving Thalberg l'a convaincue, malgré le désaccord du studio, de jouer le rôle d'une paysanne chinoise pauvre et laide. Ce personnage, aussi effacé qu'était plein de vie son rôle précédent, lui permet de remporter en 1938 pour la seconde année consécutive l'Oscar de la meilleure actrice, événement unique dans l'histoire des Oscars.
Elle devait déclarer cependant quelque temps plus tard qu'en gagnant ces deux Oscars rien de pire ne pouvait lui arriver, car l'attente du public allait être désormais très difficile à satisfaire. Et il est exact qu'elle ne devait plus obtenir de rôles importants à dater de cette époque. À la fin de son contrat de trois ans, ne parvenant pas à se mettre d'accord avec la MGM sur les termes d'un nouveau contrat, elle décide de retourner en Europe, la mort prématurée de son producteur, Irving Thalberg qu'elle admirait grandement, ajoutant au déclin rapide d'une carrière commencée de façon foudroyante. Des historiens du cinéma ont d'ailleurs écrit à son sujet qu'elle était « la pire victime des Oscars d'Hollywood ». De retour en Europe, elle a vécu à Londres où elle s'est éteinte en 2014 à l'âge de 104 ans, douze jours avant son 105e anniversaire.

## Filmographie

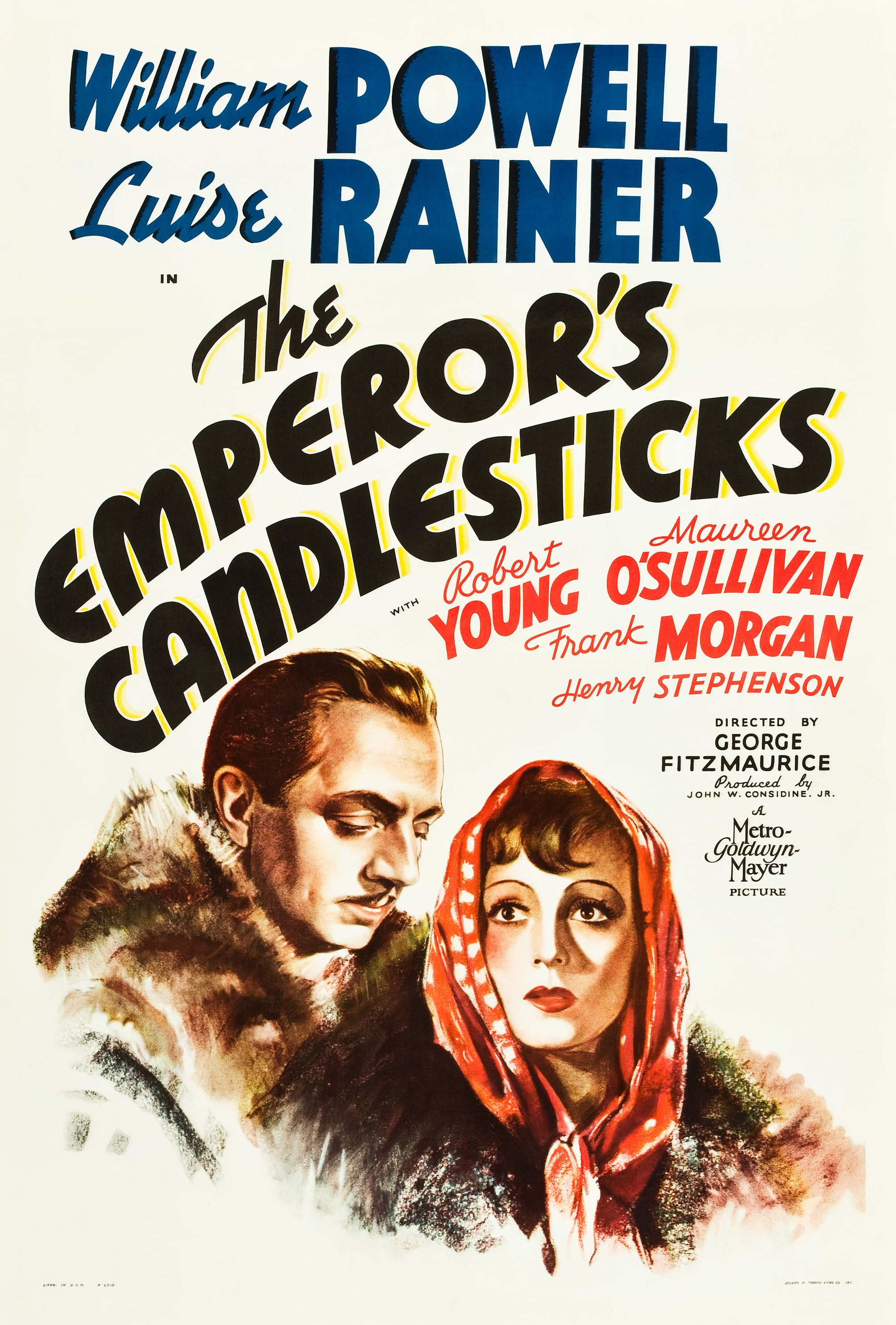
Le Secret des chandeliers (The Emperor's Candlesticks) (1937).

### Cinéma
- 1932 : Sehnsucht 202 de Max Neufeld : Kitty
- 1932 : Madame hat Besuch de Carl Boese
- 1933 : Heut' kommt's drauf an de Kurt Gerron: Marita Costa
- 1935 : La Femme au masque (Escapade) de Robert Z. Leonard : Leopoldine Dur
- 1936 : Le Grand Ziegfeld (The Great Ziegfeld) de Robert Z. Leonard : Anna Held
- 1937 : Visages d'Orient (The Good Earth) de Sidney Franklin : O-Lan
- 1937 : Le Secret des chandeliers (The Emperor's Candlesticks) de George Fitzmaurice : Comtesse Olga Mironova
- 1937 : La Grande Ville (Big City) de Frank Borzage : Anna Benton
- 1938 : Frou-frou (The Toy Wife), de Richard Thorpe : Gilberte 'Frou Frou' Brigard
- 1938 : Toute la ville danse (The Great Waltz) de Julien Duvivier : Poldi Vogelhuber
- 1938 : Coup de théâtre (Dramatic school) de Robert B. Sinclair : Louise Mauban
- 1943 : Hostages de Frank Tuttle : Milada Pressinger
- 1954 : Der erste Kuß de Erik Ode
- 1997 : Le Joueur (The Gambler) de Károly Makk : la grand-mère

### Télévision
- 1965 : Combat ! Episode: The Finest Hour: Contesse De Roy
- 1987 : Happy 100th Birthday Hollywood (documentaire)
- 2001 : Greta Garbo : A Lone Star (documentaire)

## Récompenses
Oscars
- 1937 : Meilleure actrice pour Le Grand Ziegfeld
- 1938 : Meilleure actrice pour Visages d'Orient